# Фредерік Шуле
Фредерік Вільям Шуле (англ. Frederick William Schule; нар. 27 вересня 1879 — пом. 14 вересня 1962) — американський легкоатлет, який спеціалізувався в бігу з бар'єрами.

## Із життєпису
Син німецьких батьків-імігрантів.
Олімпійський чемпіон з бігу на 110 метрів з бар'єрами (1904).
На Олімпіаді-1904 також був п'ятим у бігу на 200 метрів з бар'єрами.
Чемпіон США з бігу на 120 ярдів з бар'єрами (1903).
Здобув вищу освіту у Вісконсинському та Мічіганському університетах за спеціальністю в галузі бактеріології та хімії.
По закінченні спортивної кар'єри тренував баскетбольну та футбольну команди Університета Монтани, працював у хімічних компаніях.
Був одружений, виховував трьох синів.

## Основні міжнародні виступи
| Рік  | Змагання         | Місто     | Місце | Дисципліна |
| ---- | ---------------- | --------- | ----- | ---------- |
| 1904 | Олімпійські ігри | Сент-Луїс | 1     | 110 м з/б  |
| 1904 | 5                | 200 м з/б |       |            |